# Выголов, Всеволод Петрович
Все́волод Петро́вич Вы́голов (24 января 1929, Москва — 7 июня 1995, там же) — советский и российский искусствовед, историк архитектуры, доктор искусствоведения, специалист по истории древнерусской архитектуры.

## Биография
Окончил отделение искусствоведения исторического факультета МГУ им. М. В. Ломоносова (1947—1952), аспирантуру Института истории искусств АН СССР (1953-1956).  Учился у М. А. Ильина. Кандидатская диссертация: «Творчество зодчего Осипа Дмитриевича Старцева» (1955).
В 1991 году защитил монографию «Архитектура Московской Руси середины XV века» (1988) в качестве докторской диссертации.
Работал редактором в Госстройиздате (1956—1958), в отделе научных изданий Академии строительства и архитектуры СССР (1958—1959), в секторе изобразительных искусств и архитектуры (с 1959) и секторе Свода памятников художественной культуры народов СССР (с 1968) Института искусствознания.
Организовал выпуск и был ответственным редактором первых 6 сборников «Памятники русской архитектуры и монументального искусства» (М.: Наука, 1980—2000). Осуществлял общее руководство и редакцию первых томов многотомного научно-справочного издания Института искусствознания «Свод памятников архитектуры и монументального искусства России».
Автор (совместно с Г. Н. Бочаровым) книг о северных русских городах из серии «Архитектурно-художественные памятники городов СССР».
Отмечается значимость трудов Выголова для изучения раннемосковской архитектуры, русского провинциального зодчества, новая оценка им надвратных монастырских церквей, а также, в качестве новизны методологии, особое внимание к роли заказа и образца в анализе средневековой архитектуры.

## Избранные труды
- Русская архитектурная керамика конца XV—начала XVI в. (о первых русских изразцах) // Древнерусское искусство. — [Вып. 9:] Зарубежные связи. — М.: Наука, 1975. — С. 282—317.
- В соавт. с: Бочаров Г. Н. Вологда. Кириллов. Ферапонтово. Белозерск: Художественные памятники XII—XIX веков. — М.: Искусство, 1966. — 296 с. — 40.000 экз;  Изд. 2-е, исправленное. — М., 1969. — 296 с. — 100.000 экз; Изд. 3-е, дополн. — М., 1979. — 354 с. — 50.000 экз. (Серия: Архитектурно-художественные памятники городов СССР).
- В соавт. с: Бочаров Г. Н. Александровская слобода. — М.: Искусство, 1970. — 128 с.
- В соавт. с: Бочаров Г. Н. Сольвычегодск. Великий Устюг. Тотьма: Художественные памятники XIII—XIX веков. — М.: Искусство, 1983 (Серия: Архитектурно-художественные памятники городов СССР). — 336 с. — 50.000 экз.
- Архитектура Московской Руси середины XV века / Отв. ред. Э. С. Смирнова. — М.: Наука, 1988. — 232 с. (защищена как докторская диссертация).
- К вопросу о постройках и личности Алевиза Фрязина // Древнерусское искусство: Исследования и атрибуции. — СПб.: Дмитрий Буланин, 1997. — С. 234—245.